# Liste der Straßen, Plätze und Brücken in Hamburg-Wilhelmsburg

Lage von Wilhelmsburg in Hamburg und im Bezirk Hamburg-Mitte (hellrot)

Die Liste der Straßen, Plätze und Brücken in Hamburg-Wilhelmsburg ist eine Übersicht der im Hamburger Stadtteil Wilhelmsburg vorhandenen Straßen, Plätze und Brücken. Sie ist Teil der Liste der Verkehrsflächen in Hamburg.

## Überblick
In Wilhelmsburg (Ortsteilnummern 135 bis 137) leben 54662 Einwohner (Stand: 31. Dezember 2023) auf 35,4 km². Wilhelmsburg liegt in den Postleitzahlenbereichen 20457, 21107 und 21109.
In Wilhelmsburg gibt es 289 benannte Verkehrsflächen, darunter fünf Plätze, 16 Brücken, zwei Parks, ein Kai, zwei Höfte und zwei Sperrwerke.
 Namensgeber sind neben alten Flurbezeichnungen und Deichanlagen auch zahlreiche lokale Persönlichkeiten, die in verschiedener Weise im Stadtteil gewirkt haben.

## Übersicht der Straßen
Die nachfolgende Tabelle gibt eine Übersicht über alle benannten Verkehrsflächen – Straßen, Plätze und Brücken – im Stadtteil sowie einige dazugehörige Informationen. Im Einzelnen sind dies:
- Name/Lage: aktuelle Bezeichnung der Straße, des Platzes oder der Brücke. Über den Link (Lage) kann die Straße, der Platz oder die Brücke auf verschiedenen Kartendiensten angezeigt werden. Die Geoposition gibt dabei ungefähr die Mitte an. Bei längeren Straßen, die durch zwei oder mehr Stadtteile führen, kann es daher sein, dass die Koordinate in einem anderen Stadtteil liegt.
- Straßenschlüssel: amtlicher Straßenschlüssel, bestehend aus einem Buchstaben (Anfangsbuchstabe der Straße, des Platzes oder der Brücke) und einer dreistelligen Nummer.
- Länge/Maße in Metern:
Hinweis: Die in der Übersicht enthaltenen Längenangaben sind nach mathematischen Regeln auf- oder abgerundete Übersichtswerte, die im Digitalen Atlas Nord[1] mit dem dortigen Maßstab ermittelt wurden. Sie dienen eher Vergleichszwecken und werden, sofern amtliche Werte bekannt sind, ausgetauscht und gesondert gekennzeichnet.
Bei Plätzen sind die Maße in der Form a × b bei rechteckigen Anlagen oder a × b × c bei dreiecksförmigen Anlagen mit a als längster Kante dargestellt.
Der Zusatz (im Stadtteil) gibt an, wie lang die Straße innerhalb des Stadtteils ist, sofern sie durch mehrere Stadtteile verläuft.
- Namensherkunft: Ursprung oder Bezug des Namens.
- Datum der Benennung: Jahr der offiziellen Benennung oder der Ersterwähnung eines Namens, bei Unsicherheiten auch die Angabe eines Zeitraums.
- Anmerkungen: Weitere Informationen bezüglich anliegender Institutionen, der Geschichte der Straße, historischer Bezeichnungen, Baudenkmale usw.
- Bild: Foto der Straße oder eines anliegenden Objektes.

| Name/Lage                             | Straßen- schlüssel | Länge/Maße (in Metern) | Namensherkunft | Datum der Benennung | Anmerkungen | Bild                                                                            |
| ------------------------------------- | ------------------ | ---------------------- | --- | ------------------- | --- | ------------------------------------------------------------------------------- |
| Algermissenstraße (Lage)              | A563               | 0260                   | Franz Algermissen (1876–1943), von 1909 bis 1925 Pfarrer an der katholischen St. Bonifatius-Kirche                                                                            | 1972                | | Algermissenstraße                                                               |
| Alte Harburger Elbbrücke (Lage)       | A123               | 0450 (im Stadtteil)    | nach ihrer Lage und Funktion über die Süderelbe führend | 1967                | südlicher Teil in Harburg; für den motorisierten Verkehr gesperrt, vor 1967 Neue Straßenbrücke, Harburger Elbbrücke | Alte Harburger Elbbrücke                                                        |
| Altendeichstieg (Lage)                | A616               | 0100                   | in Anlehnung an die Straße Alter Deich | 1982                | | Altendeichstieg                                                                 |
| Altenfelder Weg (Lage)                | A136               | 0590                   | nach dem 1333 eingedeichten Stillhorner Feld, auch „Altes Feld“ genannt | 1909                | | Altenfelder Weg, rechts die Abfahrt Stillhorn an der A1                         |
| Alter Deich (Lage)                    | A595               | 0140                   | nach einer alten, übernommenen Wegbezeichnung | 1977                | | Alter Deich                                                                     |
| Alter Rethedamm (Lage)                | A673               | 0230                   | in Anlehnung an den Rethedamm | 1996                | | Alter Rethedamm                                                                 |
| Alte Schleuse (Lage)                  | A130               | 0570                   | nach der ehemaligen Schleuse am Schlengendeich | 1976                | | Alte Schleuse                                                                   |
| Am Alten Gericht (Lage)               | A181               | 0135                   | nach dem Galgen, der sich dort seit 1674 befand | 1937                | | Am Alten Gericht                                                                |
| Am Alten Schlachthof (Lage)           | A183               | 0305                   | nach der Lage am ehemaligen Wilhelmsburger Schlachthof | 1949                | | Am Alten Schlachthof                                                            |
| Am Bahngraben (Lage)                  | A646               | 0400                   | nach der Lage am Entwässerungsgraben entlang der Bahntrasse | 1988                | Die Straße ist nicht für den öffentlichen Verkehr freigegeben. | Am Bahngraben                                                                   |
| Am Callabrack (Lage)                  | A586               | 0090                   | nach Calla, einer Sumpfpflanze | 1975                | als „Brack“ bezeichnet man ein durch einen Deichbruch entstandenes Wasserloch hinter dem Deich | Am Callabrack                                                                   |
| Am Deichdenkmal (Lage)                | A209               | 0330                   | nach dem 1933 errichteten Deichdenkmal, das an die 1333 begonnene Eindeichung Wilhelmsburgs erinnert                                                                          | 1935                | | Am Deichdenkmal                                                                 |
| Am Heuckenlock (Lage)                 | A562               | 0175                   | nach dem nahegelegenen Naturschutzgebiet Heuckenlock | 1972                | | Am Heuckenlock                                                                  |
| Am Inselpark (Lage)                   | A727               | 0290                   | nach der Lage am Wilhelmsburger Inselpark | 2010                | | Am Inselpark                                                                    |
| Am Kleinen Kanal (Lage)               | A272               | 0165                   | nach der Lage am Kleinen Kanal, dem nördlichen Teil des Reiherstieger Wettern                                                                                                 | 1900                | | Am Kleinen Kanal                                                                |
| Am Papenbrack (Lage)                  | A306               | 0625                   | nach der Lage an einem Brack, in dem ein Pastor (früheres Niederdeutsch = Pape) ertrunken sein soll                                                                           | 1935                | zum Begriff „Brack“ siehe Am Callabrack | Am Papenbrack                                                                   |
| Am Turnplatz (Lage)                   | A349               | 0160                   | nach dem benachbarten Turnplatz „Jahn von 1895“ | 1935                | | Am Turnplatz                                                                    |
| Am Veringhof (Lage)                   | A686               | 0430                   | in Anlehnung an die Veringstraße und die Gewerbehöfe | 1999                | | Am Veringhof                                                                    |
| Am Weidengrund (Lage)                 | A359               | 0415                   | nach einer ortsüblichen Bezeichnung | 1938                | | Am Weidengrund                                                                  |
| An der Hafenbahn (Lage)               | A580               | 0325 (im Stadtteil)    | nach der Lage | 1974                | nördlicher Teil auf dem Kleinen Grasbrook | An der Hafenbahn                                                                |
| An der Mühlenwettern (Lage)           | A407               | 0555                   | nach der Lage an dem parallel verlaufenden Mühlenwettern | 1937                | | An der Mühlenwettern                                                            |
| Ankerplatz (Lage)                     | A434               | 0105                   | nach dem gleichnamigen Begriff aus der Schifffahrt | 1937                | | Ankerplatz                                                                      |
| Aßmannkanalbrücke (Lage)              | –                  | 0030                   | nach Lage und Funktion über den Aßmannkanal führend | 1924                | Teil des Vogelhüttendeichs | Aßmannkanalbrücke                                                               |
| Auf der Höhe (Lage)                   | A512               | 0670                   | nach der Lage auf einem alten Deich | um 1620             | | Auf der Höhe                                                                    |
| Auf der Hohen Schaar (Lage)           | A666               | 0690                   | nach der Lage in einem Gebiet mit der Flurbezeichnung „Hohe Schaar“ | 1993                | | Auf der Hohen Schaar                                                            |
| Auf der Kirchenwiese (Lage)           | A                  | 0365                   | nach einer historischen Ortsbezeichnung | 2022                | |                                                                                 |
| Bahnhofspassage (Lage)                | B826               | 0130                   | nach der Lage am S-Bahnhof Wilhelmsburg | 1981                | | Bahnhofspassage                                                                 |
| Bauernstegel (Lage)                   | B099               | 0155                   | nach einer ortsüblichen Bezeichnung | 1956                | Stegel ist das Diminutiv von Steg, bezeichnet aber auch den Zaunübertritt bei Koppeln und Weiden | Bauernstegel                                                                    |
| Bauvereinsweg (Lage)                  | B118               | 0105                   | nach dem Bauverein „Reiherstieg“, der in Wilhelmsburg eine große Anzahl von Wohnungen errichtete                                                                              | 1949                | | Bauvereinsweg                                                                   |
| Bauwiesenstraße (Lage)                | B119               | 0305                   | nach dem hier gelegenen, zwischen 1617 und 1624 eingedeichten Land, das Bauwiese genannt wurde                                                                                | 1927                | | Bauwiesenstraße                                                                 |
| Bei der Bergwettern (Lage)            | B162               | 0350                   | nach der Lage an den gleichnamigen Entwässerungsgräben (Wettern) | um 1937             | | Bei der Bergwettern                                                             |
| Bei der Schmiede (Lage)               | B185               | 0160                   | nach der Lage an einer ehemaligen Schmiede | 1935                | | Bei der Schmiede                                                                |
| Bei der Windmühle (Lage)              | B189               | 0785                   | nach der Lage an einer ehemaligen Windmühle | 1935                | | Bei der Windmühle                                                               |
| Bei der Wollkämmerei (Lage)           | B840               | 1425                   | nach der Lage an einer ehemaligen Wollkämmerei | 1985                | | Bei der Wollkämmerei                                                            |
| Beim Schröderschen Hof (Lage)         | B881               | 0760                   | nach dem am Obergeorgswerder Hauptdeich 4 gelegenen, denkmalgeschützten Bauernhaus aus dem 18. Jahrhundert                                                                    | 2008                | | Beim Schröderschen Hof                                                          |
| Beim Wilhelmsburger Wasserturm (Lage) | B878               | 0070                   | nach der Lage am ehemaligen, heute zu Wohnzwecken genutzten Wasserturm | 2003                | | Beim Wilhelmsburger Wasserturm                                                  |
| Bergwetternweg (Lage)                 | B844               | 0085                   | in Anlehnung an die Straße Bei der Bergwettern | 1988                | | Bergwetternweg                                                                  |
| Berta-Kröger-Platz (Lage)             | B831               | 0060 × 50              | Berta Kröger (1891–1962), SPD-Politikerin | 1982                | | Berta-Kröger-Platz                                                              |
| Beyestieg (Lage)                      | B305               | 0170                   | nach einer bereits im 17. Jahrhundert in Wilhelmsburg lebenden Familie Beye                                                                                                   | 1957                | | Beyestieg                                                                       |
| Blumensand (Lage)                     | B414               | 0725                   | nach der gleichnamigen ehemaligen Elbinsel am Zusammenfluss von Rethe und Reiherstieg                                                                                         | 1928                | | Blumensand                                                                      |
| Bonifatiusplatz (Lage)                | B899               | 0075 × 65              | nach der Lage an der St. Bonifatius-Kirche | 2007                | | Bonifatiusplatz                                                                 |
| Bonifatiusstraße (Lage)               | B468               | 0435                   | nach der Lage an der St. Bonifatius-Kirche | 1927                | | Bonifatiusstraße                                                                |
| Bonnéweg (Lage)                       | B802               | 0125                   | Albert August Bonné (1896–1959), Gründer einer Schiffswerft | 1978                | | Bonnéweg                                                                        |
| Brackhövel (Lage)                     | B532               | 0220                   | nach der Hüvesiedlung | 1949                | | Brackhövel                                                                      |
| Brackstraße (Lage)                    | B533               | 0770                   | nach ehemals acht Bracks, von denen heute noch vier existieren | 1904                | zum Begriff „Brack“ siehe Am Callabrack | Brackstraße                                                                     |
| Brücke des 17. Juni (Lage)            | B998               | 0490 (im Stadtteil)    | in Erinnerung an den Volksaufstand in der DDR | 1964                | südlicher Teil in Harburg | Brücke des 17. Juni (im Hintergrund)                                            |
| Buddestraße (Lage)                    | B675               | 0295                   | Hermann von Budde (1851–1906), Offizier und Minister im Deutschen Kaiserreich                                                                                                 | vor 1903            | | Buddestraße                                                                     |
| Bullertweg (Lage)                     | B699               | 0725                   | nach dem Begriff „Buller“ für ein mit Reet und Schilf bewachsenes Deichvorland                                                                                                | 1908                | | Bullertweg                                                                      |
| Burgweide (Lage)                      | B792               | 0125                   | |                     | | Burgweide                                                                       |
| Buscher Weg (Lage)                    | B725               | 0520                   | nach einem mit Büschen bewachsenen Weg | 1904                | | Buscher Weg                                                                     |
| Buschhövel (Lage)                     | B727               | 0175                   | in Anlehnung an die Buschweide | 1953                | | Buschhövel                                                                      |
| Buschweide (Lage)                     | B732               | 0455                   | nach einer Flurbezeichnung | 1934                | | Buschweide                                                                      |
| Buschwerder Hauptdeich (Lage)         | B760               | 0745                   | nach einer Flurbezeichnung (Busch = kleiner Wald, Werder = Flussinsel) | 1970                | | Buschwerder Hauptdeich                                                          |
| Buschwerder Winkel (Lage)             | B830               | 0140                   | in Anlehnung an den Buschwerder Hauptdeich | 1982                | | Buschwerder Winkel                                                              |
| Cafeastraße (Lage)                    | C095               | 0060                   | nach der dort ansässigen gleichnamigen Kaffeehandels-Holding | 2008                | | Cafeastraße                                                                     |
| Christoph-Cordes-Straße (Lage)        | C093               | 0380                   | Christoph Cordes (1807–1886), Müllermeister, Erbauer der Windmühle Johanna | 2004                | Christoph Cordes war der Vater des Architekten Wilhelm Cordes, des Planers, Bauleiters und späteren Verwalters des Ohlsdorfer Friedhofes.                                                                                                   | Christoph-Cordes-Weg                                                            |
| Dahlgrünring (Lage)                   | D261               | 0430                   | Rolf Dahlgrün (1908–1969), FDP-Politiker, von 1962 bis 1966 Bundesfinanzminister                                                                                              | 1975                | | Dahlgrünring                                                                    |
| Deichgrafenweg (Lage)                 | D058               | 0130                   | nach dem gleichnamigen Begriff als Vorsteher eines Deichverbandes | 1935                | | Deichgrafenweg                                                                  |
| Dierksstraße (Lage)                   | D104               | 0120                   | Heinrich Dierks, Bezirks- und Kirchenvorsteher | 1904                | Dierks war auch Hofbesitzer und hatte um 1890 hier seinen Grundbesitz. Ein etwa 45 Meter langer Straßenabschnitt nördlich des Vogelhüttendeichs wurde 2012 in Dorothea-Gartmann-Straße umbenannt.                                           | Dierksstraße                                                                    |
| Dorfanger (Lage)                      | D150               | 0435                   | nach dem Begriff für einen öffentlichen Dorfplatz | 1950                | Beabsichtigt war die Errichtung eines Dorfmittelpunktes mit Schule, Kindergarten und Sportplatz zwischen 1935 und 1939, der 2. Weltkrieg machte diese Pläne zunichte.                                                                       | Dorfanger                                                                       |
| Dorfstieg (Lage)                      | D155               | 0205                   | frei gewählter Name | 1935                | | Dorfstieg                                                                       |
| Dorothea-Gartmann-Straße (Lage)       | D287               | 0045                   | Dorothea Gartmann (1891–1961), Malerin | 2012                | Gartmann malte überwiegend Motive aus Wilhelmsburg, 46 Jahre lang lebte sie in der Veringstraße 46; vormals Teil der Dierksstraße | Dorothea-Gartmann-Straße                                                        |
| Dratelnstraße (Lage)                  | D178               | 0910                   | Nikolaus von Drateln, dessen Familie seit Mitte des 17. Jahrhunderts in Wilhelmsburg ansässig war                                                                             | 1904                | 1902 schenkte von Drateln seinen Grundbesitz der Gemeinde Wilhelmsburg zum Bau des Rathauses. | Dratelnstraße                                                                   |
| Dreieck (Lage)                        | D182               | 0115                   | nach den aufgrund des Straßenverlaufs entstandenen dreieckigen Grundstücken                                                                                                   | 1949                | | Dreieck                                                                         |
| Dursun-Akçam-Ufer (Lage)              | D288               | 1065                   | Dursun Akçam (1930–2003), türkischer Lehrer, Gewerkschafter, Journalist und Schriftsteller                                                                                    | 2015                | Akçam wirkte von Beginn der 1980er-Jahre bis 1995 in vielfältiger Weise in Wilhelmsburg. | Dursun-Akçam-Ufer, Blick zur Neuhöfer Straße                                    |
| Eckermannstraße (Lage)                | E015               | 0190                   | Johann Peter Eckermann (1792–1854), Schriftsteller | 1949                | vor 1949 Goethestraße | Eckermannstraße                                                                 |
| Einlagedeich (Lage)                   | E099               | 1290                   | nach einem alten Deich, der 1368 zwischen dem Altenfelder und dem Götjensorter Deich eingelegt wurde                                                                          | 1951                | | Einlagedeich                                                                    |
| Eishövel (Lage)                       | E106               | 0510                   | nach einer alten Flurbezeichnung und dem zeitweiligen Standort einer Eisfabrik                                                                                                | 1949                | | Eishövel                                                                        |
| Eleonorenweg (Lage)                   | E135               | 0145                   | Eleonore d’Olbreuse (1639–1722), Gattin Georg Wilhelms von Braunschweig, ab 1674 unter anderem Gräfin von Harburg und Wilhelmsburg                                            | 1956                | | Eleonorenweg                                                                    |
| Ellerholzbrücke (Lage)                | E297               | 0095 (im Stadtteil)    | in Anlehnung an den ehemaligen Namen Ellerholzrampe | 1981                | Das Ellerholz war eine Flussinsel und der Name eines staatlichen Pachtgutes; nördlicher Teil in Steinwerder und auf dem Kleinen Grasbrook.                                                                                                  | Ellerholzbrücke, zu Wilhelmsburg gehörender Teil                                |
| Ellerholzweg (Lage)                   | E155               | 1175 (im Stadtteil)    | in Anlehnung an die Ellerholzbrücke bzw. Ellerholzrampe | 1927                | kurzer nördlicher Teil in Steinwerder | Ellerholzweg                                                                    |
| Elsterweide (Lage)                    | E170               | 0470                   | nach einer volkstümlichen Bezeichnung | 1937                | | Elsterweide                                                                     |
| Erlerring (Lage)                      | E282               | 0400                   | Fritz Erler (1913–1967), SPD-Politiker, und Käthe Erler (1912–2006), SPD-Politikerin                                                                                          | 1975                | | Erlerring                                                                       |
| Ernastraße (Lage)                     | E215               | 0120                   | nach dem weiblichen Vornamen | 1927                | | Ernastraße                                                                      |
| Ernst-August-Deich (Lage)             | E218               | 0590                   | Ernst August von Hannover (1845–1923), letzter Kronprinz des Königreichs Hannover                                                                                             | 1900                | | Ernst-August-Deich                                                              |
| Ernst-August-Stieg (Lage)             | E325               | 0240                   | in Anlehnung an den benachbarten Ernst-August-Deich | 1992                | | Ernst-August-Stieg; über die Brücke verläuft die Hafenrandstraße                |
| Ernteweg (Lage)                       | E230               | 0155                   | frei gewählter Name | 1937                | | Ernteweg                                                                        |
| Europabrücke (Lage)                   | E308               | 0215 (im Stadtteil)    | nach dem europäischen Kontinent | 1985                | südlicher Teil in Harburg; verläuft im Zuge der A 253 über die Süderelbe | Europabrücke                                                                    |
| Eversween (Lage)                      | E268               | 2120                   | nach einem alten, gleichnamigen Wasserlauf | 1939                | „Sween“ meint den Schweinehirten | Eversween                                                                       |
| Fährstieg (Lage)                      | F298               | 0270                   | in Anlehnung an die Fährstraße | 1970                | | Fährstieg                                                                       |
| Fährstraße (Lage)                     | F008               | 1105                   | nach Lage und Funktion als zum ehemaligen Fähranleger Reiherstieg führend | 1900                | | Fährstraße                                                                      |
| Fährstraßenbrücke (Lage)              | –                  | 0015                   | in Anlehnung an die Fährstraße | 1906                | überquert im Zuge der Fährstraße den Reiherstieger Wettern | Fährstraßenbrücke (Hamburg-Wilhelmsburg)                                        |
| Feldrain (Lage)                       | F064               | 0245                   | frei gewählter Name | 1937                | | Feldrain                                                                        |
| Finkenriek (Lage)                     | F114               | 1320                   | nach einer Flurbezeichnung | 1907                | niederdeutsch Finkenriek = Finkenreich | Finkenriek                                                                      |
| Finkenrieker Deichweg (Lage)          | F294               | 0110                   | nach der Funktion zum Finkenrieker Hauptdeich führend | 1970                | | Finkenrieker Deichweg                                                           |
| Finkenrieker Hauptdeich (Lage)        | F295               | 1635                   | nach der Funktion und in Anlehnung an die Straße Finkenriek | 1970                | | Finkenrieker Hauptdeich                                                         |
| Finkenschlag (Lage)                   | F116               | 0175                   | frei gewählter Name | 1937                | | Finkenschlag                                                                    |
| Fiskalische Straße (Lage)             | F137               | 0725                   | nach der Lage auf staatlichem Gebiet, dem so genannten Domänenfiskus | 1908                | | Fiskalische Straße                                                              |
| Fitgerweg (Lage)                      | F138               | 0440                   | Arthur Fitger (1840–1909), Maler und Dichter | 1951                | | Fitgerweg                                                                       |
| Flünkentwiete (Lage)                  | F343               | 0095                   | nach der nahegelegenen Windmühle Johanna | 2005                | niederdeutsch Flünken = Mühlenflügel | Flünkentwiete                                                                   |
| Gaswerkweg (Lage)                     | G027               | 0100                   | nach der Lage am ehemaligen Wilhelmsburger Gaswerk | 1957                | | Gaswerkweg                                                                      |
| Gehrkensweg (Lage)                    | G043               | 0130                   | Albertus Gehrkens (1856–1933), Heimatforscher, von 1888 bis 1933 Bezirksvorsteher am Reiherstieg                                                                              | 1935                | | Gehrkensweg                                                                     |
| Georgswerder Bogen (Lage)             | G062               | 1450                   | nach dem Verlauf der Straße an der Grenze zu Georgswerder | 1949                | nur nördlich angrenzende Grundstücke mit den Hausnummern 9–19 auf der Veddel, ansonsten in Wilhelmsburg, insbesondere die komplette Straßenfläche                                                                                           | Georgswerder Bogen                                                              |
| Georgswerder Ring (Lage)              | G419               | 0375                   | nach Lage und Verlauf im Wilhelmsburger Ortsteil Georgswerder | 1981                | | Georgswerder Ring                                                               |
| Georg-Wilhelm-Straße (Lage)           | G058               | 4550                   | Georg Wilhelm, Herzog zu Braunschweig-Lüneburg (1624–1705) | 1947                | Georg Wilhelm deichte die von ihm erworbenen Elbinseln Stillhorn, Georgswerder und Rotehaus ein und benannte das Gebiet nach sich: Wilhelmsburg; 1908–1933: Chaussee, 1933–1947: Hindenburgstraße                                           | Georg-Wilhelm-Straße, Blick von der Hermann-Westphal-Straße in Richtung Norden  |
| Geraer Weg (Lage)                     | G066               | 0205                   | Gera, Stadt in Thüringen | 1952                | | Geraer Weg                                                                      |
| Gertrud-von-Thaden-Platz (Lage)       | G497               | 0065 x55               | Gertrud von Thaden (1913–1998), bis 1981 Verlegerin und Herausgeberin der „Wilhelmsburger Zeitung“                                                                            | 2012                | Gertrud von Thaden hat sich durch ihr insbesondere kulturelles Engagement in Wilhelmsburg Anerkennung erworben. | Gertrud-von-Thaden-Platz                                                        |
| Gert-Schwämmle-Weg (Lage)             | G454               | 1480                   | Gert Schwämmle (1927–1979), Vorsitzender des Ortsausschusses in Wilhelmsburg                                                                                                  | 1990                | | Gert-Schwämmle-Weg                                                              |
| Goetjensorter Deich (Lage)            | G143               | 0375                   | nach einem Hofbesitzer Gödeke | 1910                | | Goetjensorter Deich                                                             |
| Großer Stackort (Lage)                | G279               | 0240                   | nach dem Begriff „stacken“ für eine Uferbefestigung herstellen und erhalten                                                                                                   | 1935                | | Großer Stackort                                                                 |
| Groß-Sand (Lage)                      | G259               | 0525                   | nach einer Flurbezeichnung, die den Ufersand eines Elbarmes meint | 1900                | | Groß-Sand, im Hintergrund ist der Wilhelmsburger Wasserturm zu erkennen         |
| Grotestraße (Lage)                    | G299               | 0395                   | nach der Familie Grote, die zwischen 1361 und 1672 große Gebiete in Wilhelmsburg besaß                                                                                        | 1927                | | Grotestraße                                                                     |
| Hafenrandstraße (Lage)                | H766               | 0925                   | nach der Lage am Spreehafen | 1981                | | Hafenrandstraße                                                                 |
| Hakenstraße (Lage)                    | H054               | 0190                   | nach dem Verlauf | 1949                | | Hakenstraße                                                                     |
| Hanseatenweg (Lage)                   | H122               | 0230                   | auf Wunsch der Anwohner der sog. „Hafenarbeitersiedlung“, nachdem Wilhelmsburg aufgrund des Groß-Hamburg-Gesetzes Teil Hamburgs geworden war                                  | 1937                | | Hanseatenweg                                                                    |
| Hans-Sander-Straße (Lage)             | H825               | 0100                   | Hans Sander (1911–1996), SPD-Politiker und Widerstandskämpfer gegen den Nationalsozialismus                                                                                   | 1999                | | Hans-Sander-Straße                                                              |
| Harburger Chaussee (Lage)             | H126               | 0655 (im Stadtteil)    | nach dem Zielort Harburg | 1852                | westlicher Teil auf dem Kleinen Grasbrook, östlich des S-Bahnhofs Veddel auf der Veddel | Harburger Chaussee, zu Wilhelmsburg gehörender Teil                             |
| Hauland (Lage)                        | H196               | 2650                   | nach dem niederdeutschen Begriff „Hau“ für „Heu“ | 1958                | | Hauland, links oben verläuft die Wilhelmsburger Reichsstraße                    |
| Haulander Hauptdeich (Lage)           | H707               | 0300                   | nach der Funktion | 1970                | | Haulander Hauptdeich                                                            |
| Haulander Weg (Lage)                  | H730               | 0730                   | nach dem niederdeutschen Begriff „Hau“ für „Heu“ | 1949                | vor 1949: Grüner Deich | Haulander Weg                                                                   |
| Heinrich-Gross-Straße (Lage)          | H294               | 0065                   | Heinrich Gross (1848–1914), Mitgründer und Vorsitzender der Allgemeinen Deutschen Schiffszimmerer-Genossenschaft                                                              | 1949                | 1911–1927: Reuterstraße, 1927–1933: Paul-Ehrlich-Straße, 1933–1949: Gneisenaustraße | Heinrich-Gross-Straße                                                           |
| Hermann-Keesenberg-Brücke (Lage)      | H827               | 0120                   | Hermann Keesenberg (1900–1991), Lehrer und Heimatforscher | 2000                | überquert im Zuge der Neuenfelder Straße die Bahngleise beim S-Bahnhof Wilhelmsburg; vor 2000: Neuenfelder Straßenbrücke | Hermann-Keesenberg-Brücke                                                       |
| Hermann-Westphal-Straße (Lage)        | H834               | 0195                   | Hermann Westphal (1912–2000), von 1961 bis 1976 Leiter des Wilhelmsburger Ortsamtes                                                                                           | 2000                | | Hermann-Westphal-Straße                                                         |
| Hinter der Dorfkirche (Lage)          | H454               | 0740                   | nach der Lage bei der Kirchdorfer Kirche | 1937                | | Hinter der Dorfkirche                                                           |
| Hobernslag (Lage)                     | H838               | 0075                   | nach der früheren Größe eines Ernteertrags | 2005                | | Hobernslag                                                                      |
| Hohe-Schaar-Kamp (Lage)               | H804               | 0500                   | in Anlehnung an die Hohe-Schaar-Straße | 1993                | | Hohe-Schaar-Kamp                                                                |
| Hohe-Schaar-Straße (Lage)             | H545               | 3395                   | nach einer Flurbezeichnung als ehemalige Insel im Westen Wilhelmsburgs | 1928                | | Hohe-Schaar-Straße                                                              |
| Honartsdeicher Kehre (Lage)           | H615               | 0430                   | in Anlehnung an den Honartsdeicher Weg | 1962                | nur Fußweg | Honartsdeicher Kehre, im Hintergrund die Wilhelmsburger Reichsstraße            |
| Honartsdeicher Weg (Lage)             | H616               | 0625                   | nach dem holländischen Ingenieur Johann von Honart, der 1681 den nach ihm benannten Deich anlegte                                                                             | 1908                | nur Fuß- und Radweg | Honartsdeicher Weg                                                              |
| Hövelbrook (Lage)                     | H515               | 0110                   | in Anlehnung an den Hövelweg | 1949                | | Hövelbrook                                                                      |
| Hövelpromenade (Lage)                 | H516               | 0980                   | in Anlehnung an den Hövelweg | 1957                | | Hövelpromenade                                                                  |
| Hövelweg (Lage)                       | H517               | 0325                   | nach der früheren Elbinsel Hövel (Hövel = Hügel) | 1907                | | Hövelweg                                                                        |
| Ilenbrook (Lage)                      | I009               | 0160                   | nach dem Begriff „Ilen“ für Blut- oder Leberegel | 1949                | Der Leberegel kann, mit der Nahrung aufgenommen, schwere gesundheitliche Schäden an Weidetieren verursachen, die durch Abmagerung bis zum Tode führen.                                                                                      | Ilenbrook                                                                       |
| Ilenbuller (Lage)                     | I010               | 0090                   | nach dem Begriff „Ilen“ für Blut- oder Leberegel | 1949                | | Ilenbuller                                                                      |
| Im Schönenfelde (Lage)                | I047               | 0780                   | nach der Tatsache, dass es sich bei diesem Gebiet um bestes Weideland gehandelt haben soll                                                                                    | 1937                | | Im Schönenfelde                                                                 |
| In de Huuk (Lage)                     | I123               | 0390                   | nach einer Flurbezeichnung (Huke = Ecke, Winkel) | 1971                | | In de Huuk                                                                      |
| Industriestraße (Lage)                | I091               | 1245                   | nach der Lage im Industriegebiet | 1949                | | Industriestraße                                                                 |
| Jaffe-Davids-Kanal-Brücke (Lage)      | –                  | 0025                   | Ludwig Salomo Jaffe (1845–1923), Industrieller und Grundstücksmakler | 1909                | überquert im Zuge des Vogelhüttendeichs den Jaffe-Davids-Kanal | Jaffe-Davids-Kanal̠-Brücke                                                       |
| Jaffestraße (Lage)                    | J015               | 0475                   | Ludwig Salomo Jaffe (1845–1923), Industrieller und Grundstücksmakler | 1949                | | Jaffestraße                                                                     |
| Jakobsberg (Lage)                     | J024               | 1650                   | Herkunft nicht geklärt, möglicherweise nach einem Voreigentümer dieses Namens                                                                                                 | 1953                | | Jakobsberg                                                                      |
| Jenaer Straße (Lage)                  | J034               | 0180                   | Jena, Stadt in Thüringen | 1949                | | Jenaer Straße in Hamburg-Wilhelmsburg                                           |
| Jenerseitedeich (Lage)                | J035               | 1710                   | nach dem niederdeutschen „günner Sied“ für „jenseits des Siedens“, des Siedenfeldes                                                                                           | 1910                | Vermutlich ist der Name daraus entstanden, dass begriffsunkundige Kartographen den Ausdruck „Sied“ mit „Seite“ übersetzt haben. | Jenerseitedeich                                                                 |
| Julius-Ertel-Straße (Lage)            | J091               | 0210                   | Julius Ertel, Gründer der Firma Ertel, Bieber & Co. Kupferhütte, die in dieser Straße Wohnhäuser errichtete                                                                   | 1949                | | Julius-Ertel-Straße                                                             |
| Julius-Schindler-Straße (Lage)        | J135               | 0195                   | Julius Schindler (1878–1941), Unternehmer | 1992                | Die Julius-Schindler-Straße ist nicht für den öffentlichen Verkehr freigegeben, sie verläuft als Verlängerung der Neuhöfer Brückenstraße auf dem Gelände des Chemiekonzerns H&R GmbH & Co. KGaA                                             |                                                                                 |
| Jungnickelstraße (Lage)               | J104               | 0200                   | Friedrich Jungnickel, von 1893 bis 1907 Eisenbahn-Direktions-Präsident in Altona                                                                                              | 1903                | | Jungnickelstraße                                                                |
| Kalikai (Lage)                        | K031               | 0705                   | nach der dortigen Umschlaganlage für Kali | 1953                | |                                                                                 |
| Karl-Arnold-Ring (Lage)               | K558               | 1095                   | Karl Arnold (1901–1958), CDU-Politiker, von 1947 bis 1956 Ministerpräsident von Nordrhein-Westfalen                                                                           | 1975                | | Karl-Arnold-Ring                                                                |
| Karl-Kunert-Straße (Lage)             | K613               | 0080                   | Karl Hermann Kunert (1911–1970), Pastor | 1990                | | Karl-Kunert-Straße                                                              |
| Karl-von-Thielen-Brücke (Lage)        | K627               | 0155                   | Karl von Thielen (1832–1906), preußischer Politiker | 1949                | überquert im Zuge der Thielenstraße die Gleise der Fern- und S-Bahn nördlich des S-Bahnhofs Wilhelmsburg | Karl-von-Thielen-Brücke                                                         |
| Katenweg (Lage)                       | K096               | 0655                   | nach der Lage an Klindworths Katen, zum ehemaligen Kornweider Hof gehörend | 1954                | | Katenweg                                                                        |
| Kattwykbrücke (Lage)                  | K546               | 0200 (im Stadtteil)    | nach dem mittelniederdeutschen Begriff für „sumpfige Bucht“ | 1972                | überquert im Zuge des Kattwykdamms die Süderelbe in Höhe des Hohe-Schaar-Hafens; westlicher Teil in Moorburg | Kattwykbrücke                                                                   |
| Kattwykdamm (Lage)                    | K548               | 1690 (im Stadtteil)    | siehe Kattwykbrücke | 1973                | westlicher Teil ab Mitte der Süderelbe in Moorburg | Kattwykdamm auf Wilhelmsburger Seite                                            |
| Kattwykstraße (Lage)                  | K110               | 1655                   | siehe Kattwykbrücke | 1959                | | Kattwykstraße                                                                   |
| Kattwykweg (Lage)                     | K598               | 1050                   | siehe Kattwykbrücke | 1987                | | Kattwykweg                                                                      |
| Keindorffstraße (Lage)                | K125               | 0070                   | Gustav Keindorff, Regierungsrat bei der Eisenbahndirektion in Altona | vor 1903            | | Keindorffstraße                                                                 |
| Kirchdorfer Damm (Lage)               | K559               | 0175                   | Wilhelmsburger Ortsteil Kirchdorf |                     | Fußweg | Kirchdorfer Damm                                                                |
| Kirchdorfer Stieg (Lage)              | K576               | 0090                   | Wilhelmsburger Ortsteil Kirchdorf | 1980                | | Kirchdorfer Stieg                                                               |
| Kirchdorfer Straße (Lage)             | K180               | 1505                   | Wilhelmsburger Ortsteil Kirchdorf | 1949                | | Kirchdorfer Straße                                                              |
| Kleinenhövel (Lage)                   | K243               | 0100                   | nach einer Flurbezeichnung (Hövel = Hügel) | 1949                | | Kleinenhövel                                                                    |
| Kleingartenweg (Lage)                 | K253               | 0135                   | nach den Kleingärten zwischen Honartsdeich und Georgswerder | 1953                | | Kleingartenweg                                                                  |
| Kleinsand (Lage)                      | K254               | 0100                   | nach einer Flurbezeichnung, die auf landwirtschaftlich minderwertiges Land hindeutet                                                                                          | 1949                | | Kleinsand                                                                       |
| Klütjenfelder Straße (Lage)           | K282               | 0240 (im Stadtteil)    | nach dem ehemaligen Staatspachtgut Klütjenfelde, durch das die Straße führte                                                                                                  | 1903                | Klütjenfeld ist ein Flurname und bedeutet „Feld mit Erdklumpen“; nördlicher Teil auf dem Kleinen Grasbrook. | Klütjenfelder Straße auf Wilhelmsburger Seite                                   |
| Köhlbranddeich (Lage)                 | K309               | 0150 (im Stadtteil)    | nach der Lage am Köhlbrand | 1910                | nördlich der Köhlbrandbrücke in Steinwerder | Köhlbranddeich                                                                  |
| König-Georg-Deich (Lage)              | K318               | 1255                   | Georg V. (1819–1878), letzter König von Hannover | 1908                | | König-Georg-Deich                                                               |
| König-Georg-Stieg (Lage)              | K611               | 0190                   | in Anlehnung an den König-Georg-Deich | 1990                | | König-Georg-Stieg                                                               |
| König-Georg-Weg (Lage)                | K535               | 0145                   | in Anlehnung an den König-Georg-Deich | 1970                | | König-Georg-Weg in Hamburg-Wilhelmsburg                                         |
| Koornstegel (Lage)                    | K634               | 0075                   | auf diesem Weg wurden Getreidesäcke zu und von den auf den Wettern liegenden Kähnen transportiert                                                                             | 2005                | niederdeutsch Koorn = Korn, Stegel ist das Diminutiv von Steg | Koornstegel                                                                     |
| Koppelstieg (Lage)                    | K369               | 0770                   | Koppel meint ein eingezäuntes Stück Weideland | 1935                | | Koppelstieg                                                                     |
| Korallusring (Lage)                   | K374               | 0280                   | Hermann Korallus (1849–1925), Mitbegründer und langjähriger Vorsitzender des Wilhelmsburger Eisenbahnbau-Spar- und Consumvereins                                              | 1957                | | Korallusring                                                                    |
| Korallusstraße (Lage)                 | K375               | 0340                   | in Anlehnung an den Korallusring | 1957                | | Korallusstraße                                                                  |
| Kornweide (Lage)                      | K385               | 1765                   | nach dem einzigen Feld in Wilhelmsburg, auf dem Korn angebaut wurde | vor 1852            | | Kornweide                                                                       |
| Kornweidenbrücke (Lage)               | –                  | 290                    | in Anlehnung an die Straße Kornweide | 2020                | |                                                                                 |
| Kreetsander Hauptdeich (Lage)         | K539               | 1985                   | nach der Flurbezeichnung „Kreetsand“ | 1970                | niederdeutsch Kreet = Zank, Streit | Kreetsander Hauptdeich                                                          |
| Krieterstraße (Lage)                  | K532               | 0725                   | Karl-Andreas Krieter (1890–1963), Pfarrer an der St. Bonifatius-Kirche | 1969                | | Krieterstraße                                                                   |
| Krusenbusch (Lage)                    | K471               | –                      | nach einer früheren Insel, 1620 „Krushus“ genannt | 1937                | niederdeutsch krus = kraus; es handelt sich um keine Straße, sondern um eine Landspitze, an der die Rethe in die Süderelbe mündet |                                                                                 |
| Kuckuckshorn (Lage)                   | K474               | 0460                   | früherer Name des Beenckschen Gehöfts | 1952                | | Kuckuckshorn                                                                    |
| Kükenbracksweg (Lage)                 | K604               | 1985                   | nach dem nahegelegenen Kükenbrack | 1988                | zum Begriff „Brack“ siehe Am Callabrack | Kükenbracksweg, rechts hinter dem Zaun verläuft die Wilhelmsburger Reichsstraße |
| Kunertweg (Lage)                      | K612               | 0050                   | Karl Hermann Kunert (1911–1970), Pastor; in Anlehnung an die benachbarte Karl-Kunert-Straße                                                                                   | 1990                | | Kunertweg                                                                       |
| Kurdamm (Lage)                        | K512               | 0270                   | bezeichnet einen vorläufigen Deich um ein neu entstandenes Brack | 1904                | zum Begriff „Brack“ siehe „Am Callabrack“ | Kurdamm                                                                         |
| Kurt-Emmerich-Platz (Lage)            | K640               | 0280 × 40              | Kurt Emmerich (1930–2006), Sportreporter des NDR | 2013                | | Kurt-Emmerich-Platz                                                             |
| Langenhövel (Lage)                    | L044               | 0885                   | nach dem Weg zum früheren Hövelhof | 1949                | | Langenhövel                                                                     |
| Leipeltstraße (Lage)                  | L116               | 0540                   | Hans Leipelt (1921–1945) und dessen Mutter Katharina Leipelt (1892–1943), Widerstandskämpfer und Opfer des Nationalsozialismus, Mitglieder der Widerstandsbewegung Weiße Rose | 1964                | zusätzliche Widmung seit 2017 | Leipeltstraße                                                                   |
| Magret-Thiede-Park (Lage)             | M                  | 0130                   | Magret Thiede (1946–1962), Opfer der Sturmflut 1962 | 2024                | Magret Thiede wohnte in unmittelbarer Nähe des nach ihr benannten Grünzuges. |                                                                                 |
| Mannesallee (Lage)                    | M029               | 0295                   | Georg Ernst Wilhelm Gustav Mannes, Pastor in der Emmausgemeinde, nach 1915 Superintendent in Harburg                                                                          | 1950                | bis 1950 Kirchenallee | Mannesallee                                                                     |
| Max-Eyth-Straße (Lage)                | M099               | 0060                   | Max Eyth (1836–1906), Ingenieur, Schriftsteller und Zeichner | 1933                | 1903–1927: Ernst-Schmidt-Straße, 1927–1933: Oeserstraße | Max-Eyth-Straße                                                                 |
| Maximilian-Kolbe-Weg (Lage)           | M382               | 0320                   | Maximilian Kolbe (1894–1941), polnischer Franziskanerpater, Opfer des Nationalsozialismus                                                                                     | 1975                | | Maximilian-Kolbe-Weg                                                            |
| Mengestraße (Lage)                    | M150               | 0540                   | Adolf Menge (1856–1917), von 1903 bis 1917 Erster Bürgermeister in Wilhelmsburg                                                                                               | 1927                | vor 1927: Rathausstraße | Mengestraße                                                                     |
| Mittelhövel (Lage)                    | M206               | 0300                   | in Anlehnung an den Flurnamen „Im Hövel“ (Hövel = Hügel) | 1949                | | Mittelhövel                                                                     |
| Modersohnstraße (Lage)                | M213               | 0305                   | Otto Modersohn (1865–1943), Landschaftsmaler, Mitbegründer der Künstlerkolonie Worpswede                                                                                      | 1951                | | Modersohnstraße                                                                 |
| Möhlenhoff (Lage)                     | M435               | 0125                   | nach der Lage in der Nähe der Windmühle Johanna | 2004                | niederdeutsch Möhlenhoff = Mühlenhof | Möhlenhoff                                                                      |
| Möhlsteenpadd (Lage)                  | M438               | 0090                   | nach der Lage in der Nähe der Windmühle Johanna | 2005                | niederdeutsch Möhlsteenpadd = Mühlsteinpfad | Möhlsteenpadd                                                                   |
| Mokrystraße (Lage)                    | M416               | 0190                   | Rudolf Mokry (1905–1944), Schlosser und Widerstandskämpfer, Opfer des Nationalsozialismus                                                                                     | 1990                | | Mokrystraße                                                                     |
| Moldauweg (Lage)                      | M418               | 0280                   | Moldau, Nebenfluss der Elbe in Tschechien | 1991                | | Moldauweg                                                                       |
| Moorwerder Brückendamm (Lage)         | M284               | 0115                   | nach Lage und Funktion im Wilhelmsburger Ortsteil Moorwerder | 1967                | | Moorwerder Brückendamm                                                          |
| Moorwerder Hauptdeich (Lage)          | M360               | 5400                   | nach Lage und Funktion im Wilhelmsburger Ortsteil Moorwerder | 1970                | | Moorwerder Hauptdeich, am rechten Bildrand fließt die Norderelbe                |
| Moorwerder Norderdeich (Lage)         | M285               | 1345                   | nach Lage und Funktion im Wilhelmsburger Ortsteil Moorwerder | 1949                | | Moorwerder Norderdeich                                                          |
| Moorwerder Osterdeich (Lage)          | M286               | 0380                   | nach Lage und Funktion im Wilhelmsburger Ortsteil Moorwerder | 1949                | | Moorwerder Osterdeich                                                           |
| Moorwerder Süderdeich (Lage)          | M287               | 0430                   | nach Lage und Funktion im Wilhelmsburger Ortsteil Moorwerder | 1949                | | Moorwerder Süderdeich                                                           |
| Moorwerder Westerdeich (Lage)         | M288               | 0450                   | nach Lage und Funktion im Wilhelmsburger Ortsteil Moorwerder | 1949                | | Moorwerder Westerdeich                                                          |
| Muharrem-Acar-Brücke (Lage)           | M449               | 0215                   | Muharrem Acar (1957–2009), türkischer Einwanderer, der später die deutsche Staatsbürgerschaft annahm                                                                          | 2012                | Acar kam 14-jährig nach Deutschland und arbeitete in verschiedenen Berufen, engagierte sich gewerkschaftlich und war ehrenamtlicher Arbeitsrichter. Die Fußgängerbrücke führt über die Gleise der Fern- und S-Bahn am Bahnhof Wilhelmsburg. | Muharrem-Acar-Brücke                                                            |
| Neuenfelder Straße (Lage)             | N055               | 1610                   | nach dem 1372 eingedeichten „Neuen Felde“ | 1935                | | Neuenfelder Straße                                                              |
| Neue Veringkanaldrehbrücke (Lage)     | –                  | 0050                   | nach Lage und Funktion | 1922                | überquert im Zuge der Neuhöfer Straße den Veringkanal | Neue Veringkanaldrehbrücke                                                      |
| Neue Wollkämmereistraße (Lage)        | N231               | 0325                   | in Anlehnung an die Wollkämmereistraße | 1991                | | Neue Wollkämmereistraße                                                         |
| Neuhöfer Brückenstraße (Lage)         | N072               | 1090                   | nach der Funktion als Zufahrt zur Reiherstieg-Klappbrücke | 1949                | | Neuhöfer Brückenstraße                                                          |
| Neuhöfer Damm (Lage)                  | N073               | 0800 (im Stadtteil)    | nach der ehemaligen Elbinsel Neuhof | 1949                | nördlicher Teil in Steinwerder | Neuhöfer Damm                                                                   |
| Neuhöfer Pier (Lage)                  | –                  | 0175                   | nach der Lage am Neuhöfer Kanal | 1967                | |                                                                                 |
| Neuhöfer Straße (Lage)                | N075               | 1620                   | nach der ehemaligen Elbinsel Neuhof | vor 1903            | | Neuhöfer Straße, Höhe Veringkanal, Blick Richtung Osten                         |
| Niedergeorgswerder Deich (Lage)       | N101               | 2245                   | nach Lage und Funktion im Wilhelmsburger Ortsteil Georgswerder | 1907                | Der Niedergeorgswerder Deich schützt den westlichen Teil des Georgswerder Feldes, der Obergeorgswerder Deich den östlichen Teil. | Niedergeorgswerder Deich                                                        |
| Nippoldstraße (Lage)                  | N131               | 1900                   | Ferdinand Nippold (1871–1929), Geschäftsführer der Aktiengesellschaft Neuhof                                                                                                  | 1933                | Die Aktiengesellschaft Neuhof erwarb 1896 die gleichnamige Elbinsel und erschloss sie für Industrie und Wohnzwecke. Bis 1933: Freihafenstraße                                                                                               | Nippoldstraße                                                                   |
| Nippoldweg (Lage)                     | N193               | 0095                   | in Anlehnung an die Nippoldstraße | 1970                | | Nippoldweg                                                                      |
| Obergeorgswerder Deich (Lage)         | O007               | 1375                   | nach Lage und Funktion im Wilhelmsburger Ortsteil Georgswerder | 1907                | Der Obergeorgswerder Deich schützt den östlichen Teil des Georgswerder Feldes, der Niedergeorgswerder Deich den westlichen Teil. | Obergeorgswerder Deich                                                          |
| Obergeorgswerder Hauptdeich (Lage)    | O184               | 0880                   | in Anlehnung an den Obergeorgswerder Deich | 1970                | nördlicher Teil ab der A 1 auf der Veddel | Obergeorgswerder Hauptdeich                                                     |
| Ole Karkhoff (Lage)                   | O086               | 0165                   | in Erinnerung an die 1416 untergegangene Insel Gorrieswerder | 1949                | niederdeutsch Ole Karkhoff = Alter Kirchhof (Friedhof) | Ole Karkhoff                                                                    |
| Ottensweide (Lage)                    | O195               | 0185                   | nach dem ehemaligen, in Stillhorn gelegenen „Ottens Hof“ und der dazugehörigen „Ottens Weid“                                                                                  | 1975                | | Ottensweide                                                                     |
| Otterhaken (Lage)                     | O164               | 0105                   | nach den in den Nebenarmen der Elbe vorkommenden Fischottern | 1949                | | Otterhaken                                                                      |
| Otto-Brenner-Straße (Lage)            | O194               | 1540                   | Otto Brenner (1907–1972), Politiker und Gewerkschafter, Vorsitzender der IG Metall                                                                                            | 1975                | | Otto-Brenner-Straße                                                             |
| Parallelstraße (Lage)                 | P030               | 0150                   | nach der Lage an den Gleisen zwischen den S-Bahnhöfen Wilhelmsburg und Veddel                                                                                                 | 1949                | | Parallelstraße                                                                  |
| Perlstieg (Lage)                      | P071               | 0135                   | Gerd Hinrich Perl (1715–1793), Lehrer an Wilhelmsburger Schulen | 1962                | | Perlstieg                                                                       |
| Peter-Beenck-Straße (Lage)            | P074               | 0380                   | Peter Beenck (1750–1820), Schiffbaumeister in Wilhelmsburg | 1949                | | Peter-Beenck-Straße                                                             |
| Pollhornbogen (Lage)                  | P246               | 0520                   | in Anlehnung an den Pollhornweg | 1982                | | Pollhornbogen                                                                   |
| Pollhorner Hauptdeich (Lage)          | P227               | 1240                   | in Anlehnung an den Pollhornweg | 1970                | | Pollhorner Hauptdeich                                                           |
| Pollhornweg (Lage)                    | P157               | 0775                   | nach einer Flurbezeichnung | 1967                | | Pollhornweg                                                                     |
| Prassekstraße (Lage)                  | P191               | 0510                   | Johannes Prassek (1911–1943), katholischer Priester, Opfer des Nationalsozialismus als einer der vier Lübecker Märtyrer                                                       | 1964                | Nach Prassek ist in Hamburg auch der Johannes-Prassek-Park in Barmbek-Süd benannt. | Prassekstraße                                                                   |
| Quittenstieg (Lage)                   | Q017               | 0075                   | nach den früher hier vorhandenen Quittenbäumen | 1990                | | Quittenstieg                                                                    |
| Rahmwerder Straße (Lage)              | R031               | 0230                   | nach einer ehemaligen Elbinsel, deren Namensherkunft unbekannt ist | 1904                | | Rahmwerder Straße                                                               |
| Reiherstiegdeich (Lage)               | R120               | 0535                   | nach Lage und Funktion in der Nähe des Reiherstiegs | 1900                | | Reiherstiegdeich                                                                |
| Reiherstieg-Hauptdeich (Lage)         | R386               | 0455                   | nach Lage und Funktion am Reiherstieg | 1969                | | Reiherstieg-Hauptdeich                                                          |
| Reiherstieg-Klappbrücke (Lage)        | –                  | 0110                   | nach Lage und Funktion | 1988                | überquert im Zuge der Neuhöfer Straße den Reiherstieg | Reiherstieg-Klappbrücke                                                         |
| Reinstorfweg (Lage)                   | R136               | 0175                   | Ernst Reinstorf (1868–1960), Heimatforscher und Schriftsteller | 1966                | | Reinstorfweg                                                                    |
| Rethebrücke (Lage)                    | –                  | 0135                   | nach Lage und Funktion | 1930                | überquert im Zuge des Rethedamms die Rethe | Rethebrücke                                                                     |
| Rethedamm (Lage)                      | R164               | 0880                   | nach der Lage in Höhe der Rethe | 1930                | | Rethedamm                                                                       |
| Rethehöft (Lage)                      | R396               | –                      | nach der Lage an der Rethe am Ende des Kalikais | 1938                | |                                                                                 |
| Rethe-Ufer (Lage)                     | R163               | 0500                   | nach der Lage an der Rethe | 1959                | |                                                                                 |
| Rethweg (Lage)                        | R168               | 0445                   | nach dem Schilfrohr zum Decken von Häusern | 1935                | | Rethweg                                                                         |
| Riechelmannweg (Lage)                 | R405               | 0085                   | Johann Hinrich Konrad Riechelmann (1794–1876), Kantor in Wilhelmsburg und Lehrer in Kirchdorf, begründete die „Lehrervereinigung an der Elbe“                                 | 1975                | | Riechelmannweg                                                                  |
| Roseliusweg (Lage)                    | R281               | 0205                   | Ludwig Roselius (1874–1943), Kaffeehändler | 1951                | Roselius gründete 1906 die Firma Kaffee Hag und trat als künstlerischer Mäzen hervor. | Roseliusweg                                                                     |
| Rotenhäuser Damm (Lage)               | R307               | 1120                   | in Anlehnung an die Rotenhäuser Straße | 1949                | | Rotenhäuser Damm                                                                |
| Rotenhäuser End (Lage)                | R308               | 0410                   | in Anlehnung an die Rotenhäuser Straße | 1949                | | Rotenhäuser End                                                                 |
| Rotenhäuser Straße (Lage)             | R309               | 1310                   | nach einem 1594 eingedeichten Gebiet, dem Rotehaus | 1900                | Die Adelsfamilie Grote hatte hier ihr Wohnhaus, das im Gegensatz zu den Lehmhäusern der Bauern mit roten Ziegeln bzw. Backsteinen gebaut war.                                                                                               | Rotenhäuser Straße                                                              |
| Rotenhäuser Twiete (Lage)             | R310               | 0100                   | in Anlehnung an die Rotenhäuser Straße | 1943                | | Rotenhäuser Twiete in Hamburg-Wilhelmsburg                                      |
| Rotenhäuser Wettern (Lage)            | R311               | 0220                   | in Anlehnung an die Rotenhäuser Straße und den hier verlaufenden Entwässerungsgräben                                                                                          | 1940                | | Rotenhäuser Wettern in Hamburg-Wilhelmsburg                                     |
| Rubbertstraße (Lage)                  | R326               | 0860                   | nach der seit 1700 in Wilhelmsburg ansässigen Familie Rubbert | 1938                | 1907–1938: Davidstraße | Rubbertstraße                                                                   |
| Rüdemannweg (Lage)                    | R338               | 0338                   | Friedrich Rüdemann (1860–1932), Gründer und langjähriges Vorstandsmitglied des Gemeinnützigen Bauvereins Reiherstieg GmbH                                                     | 1952                | | Rüdemannweg                                                                     |
| Rudolfstraße (Lage)                   | R329               | 0095                   | nach einem Mitinhaber der Firma Ertel, Bieber & Co. Kupferhütte | 1905                | siehe Julius-Ertel-Straße | Rudolfstraße                                                                    |
| Sanitasstraße (Lage)                  | S054               | 0290                   | nach der gleichnamigen Gesellschaft, die in dieser Straße sanitäre Anlagen herstellte                                                                                         | 1907                | | Sanitasstraße                                                                   |
| Schipperort (Lage)                    | S177               | 0080                   | nach dem niederdeutschen Wort „Schipper“ für „Schiffer“ | 1949                | | Schipperort                                                                     |
| Schlatermundweg (Lage)                | S188               | 0130                   | nach der Familie Schlatermund, der das Gelände gehörte | 1956                | 1935–1956: Beim Arbeitslager | Schlatermundweg                                                                 |
| Schlengendeich (Lage)                 | S199               | 0425                   | Herkunft nicht einwandfrei geklärt, vermutlich nach dem gekrümmten Verlauf des Deiches                                                                                        | 1907                | | Schlengendeich                                                                  |
| Schlenzigstraße (Lage)                | S834               | 0505                   | Walter Schlenzig (1902–1966), Industrieller und Förderer gemeinnütziger Einrichtungen in Wilhelmsburg                                                                         | 1969                | | Schlenzigstraße                                                                 |
| Schlinckstraße (Lage)                 | S880               | 0135                   | nach dem Palminwerk H. Schlinck & Cie. | 1979                | | Schlinckstraße                                                                  |
| Schlöperstieg (Lage)                  | S212               | 0245                   | nach den niederdeutschen Begriffen „sliepen“ (schleifen) bzw. „Slööp“ (Schleife)                                                                                              | 1907                | | Schlöperstieg                                                                   |
| Schluisgrove (Lage)                   | S222               | 0550                   | nach einem nach der 1538 erfolgten Eindeichung des Gebietes dort befindlichen Schleusengraben                                                                                 | 1959                | | Schluisgrove                                                                    |
| Schmidts Breite (Lage)                | S235               | 0835                   | nach der Bau-Terraingesellschaft F. H. Schmidt | 1949                | Die Gesellschaft legte gemeinsam mit der Veringschen GmbH die Schmidt- und die Veringstraße sowie den Schmidt- und den Veringkanal an. Vor 1949 Schmidtstraße                                                                               | Schmidts Breite                                                                 |
| Schönenfelder Straße (Lage)           | S266               | 1260                   | nach dem „Schönen Feld“, das 1491 eingedeicht wurde | 1904                | | Schönenfelder Straße                                                            |
| Schutenort (Lage)                     | S334               | 0055                   | frei gewählter Name, möglicherweise in Anlehnung an den benachbarten Schipperort                                                                                              | 1949                | | Schutenort                                                                      |
| Schwentnerring (Lage)                 | S359               | 0525                   | Bernhard Schwentner (1891–1944), Priester, Opfer des Nationalsozialismus | 1964                | | Schwentnerring                                                                  |
| Seegelkenkehre (Lage)                 | S925               | 0075                   | J. H. A. Seegelken (1807–1873), von 1849 bis 1973 Deichvogt in Wilhelmsburg                                                                                                   | 1996                | | Seegelkenkehre                                                                  |
| Siebenbrüderweide (Lage)              | S419               | 0740                   | nach einer Flurbezeichnung | 1935                | | Siebenbrüderweide                                                               |
| Siedenfelder Weg (Lage)               | S426               | 2555                   | nach dem niederdeutschen Wort „sied“ für „seicht“, hier befand sich der niedrigste Teil der Insel                                                                             | 1907                | | Siedenfelder Weg                                                                |
| Siedlersruh (Lage)                    | S427               | 0135                   | frei gewählter Name | 1949                | | Siedlersruh                                                                     |
| Sophie-Dorothea-Stieg (Lage)          | S929               | 0080                   | Sophie Dorothea von Braunschweig-Lüneburg (1666–1726), Tochter des Gründers Wilhelmsburgs, Georg Wilhelm Herzog von Braunschweig und Lüneburg                                 | 1997                | Fußweg | Sophie-Dorothea-Stieg                                                           |
| Sperlsdeicher Weg (Lage)              | S543               | 0530                   | Johann Jacob Sperl, Amtmann | 1910                | Die Straße wurde 1672 während der Amtszeit Sperls angelegt. | Sperlsdeicher Weg                                                               |
| Sperrwerk Schmidtkanal (Lage)         | –                  | 0035                   | nach Lage und Funktion an der Mündung des Äußeren Schmidtkanals in den Reiherstieg                                                                                            | 1968/70             | |                                                                                 |
| Sperrwerk Veringkanal (Lage)          | –                  | 0030                   | nach Lage und Funktion an der Mündung des Veringkanals in den Reiherstieg | 1969/70             | | Sperrwerk Veringkanal                                                           |
| Stenzelring (Lage)                    | S836               | 0895                   | Georg Stenzel (1877–1964), Hauptgeschäftsführer der Handwerkskammer | 1969                | | Stenzelring                                                                     |
| Stillhorner Hauptdeich (Lage)         | S842               | 1155                   | nach Lage und Funktion im Wilhelmsburger Ortsteil Stillhorn | 1928                | | Stillhorner Hauptdeich                                                          |
| Stillhorner Stegel (Lage)             | S849               | 0050                   | nach der Lage im Wilhelmsburger Ortsteil Stillhorn | 1972                | „Stegel“ ist das Diminutiv von „Steg“, meint aber auch einen Weideübertritt | Stillhorner Stegel                                                              |
| Stillhorner Weg (Lage)                | S695               | 1165                   | nach der Lage im Wilhelmsburger Ortsteil Stillhorn | 1907                | | Stillhorner Weg, links oben verläuft der Stillhorner Hauptdeich                 |
| Stübenhofer Weg (Lage)                | S760               | 0870                   | vermutlich nach einer Familie Stüben oder Stüven, zu deren Hof die Straße führte                                                                                              | 1907                | Der Familienname Stüben bzw. Stüven ist in Wilhelmsburg bereits um das Jahr 1600 nachweisbar. | Stübenhofer Weg                                                                 |
| Stübenplatz (Lage)                    | S761               | 0065 × 50              | nach Heinrich Stüben, der hier um 1900 herum das Lokal „Stübens Volksgarten“ betrieb                                                                                          | 1955                | | Stübenplatz                                                                     |
| Thielenstraße (Lage)                  | T066               | 0670                   | Karl von Thielen (1832–1906), preußischer Politiker | 1903                | | Thielenstraße                                                                   |
| Trettaustraße (Lage)                  | T159               | 0630                   | Karl Trettau (1858–1924), Kommerzienrat und Direktor der Plangeschen Mühle | 1927                | | Trettaustraße                                                                   |
| Ursula-Falke-Terrassen (Lage)         | U057               | 0080 × 30              | Ursula Falke (1937–2008) | 2012                | Ursula Falke hat sich in vielfältiger Weise um den Stadtteil verdient gemacht, unter anderem als Mitinitiatorin der Wilhelmsburger Tafel, als Stadtteilführerin oder Kirchenvorstand in St. Raphael.                                        | Ursula-Falke-Terrassen                                                          |
| Veddeler Bogen (Lage)                 | V008               | 0025 (im Stadtteil)    | nach dem Verlauf der Straße im Stadtteil | 1955                | überwiegend auf der Veddel, kurz vor der Einmündung in den Georgswerder Bogen nach Wilhelmsburg übergehend | Veddeler Bogen                                                                  |
| Veddeler Straße (Lage)                | V138               | 0150 (im Stadtteil)    | nach dem Verlauf im Stadtteil | 1988                | nördlicher Teil ab S-Bahnhof Veddel und dem Auswanderermuseum BallinStadt auf der Veddel | Veddeler Straße, zur Veddel gehörender Teil                                     |
| Veringstraße (Lage)                   | V030               | 1555                   | Hermann Vering (1846–1922), Bauunternehmer | 1900                | Vering erschloss gemeinsam mit seinem Bruder Carl Hubert Vering unter anderem das Reiherstiegviertel als Industrie- und Wohnstandort. | Veringstraße                                                                    |
| Veringweg (Lage)                      | V031               | 0085                   | in Anlehnung an die Veringstraße | 1942                | | Veringweg in Hamburg-Wilhelmsburg                                               |
| Vogelhüttendeich (Lage)               | V060               | 1950                   | nach dem nördlich gelegenen Vogelhüttenfeld, das zwischen 1742 und 1755 zum Vogelfang diente                                                                                  | 1949                | | Vogelhüttendeich                                                                |
| Vogelhüttendeichbrücke (Lage)         | –                  | 0015                   | in Anlehnung an den Vogelhüttendeich | 1949                | überquert im Zuge des Vogelhüttendeichs die Stelle, an der der Reiherstieger Wettern in den Kleinen Kanal übergeht; eine Brücke im eigentlichen Sinne ist sie nicht, wie das Foto zeigt                                                     | Vogelhüttendeichbrücke                                                          |
| Wehrmannstraße (Lage)                 | W127               | 0125                   | Leo Wehrmann (1840–1919), Jurist und Ministerialdirektor im preußischen Eisenbahnministerium                                                                                  | 1903                | | Wehrmannstraße                                                                  |
| Weidendamm (Lage)                     | W132               | 0360                   | in Anlehnung an die Kornweide, ohne dass hier je ein Damm oder Deich existiert hätte                                                                                          | 1935                | | Weidendamm                                                                      |
| Weimarer Straße (Lage)                | W145               | 1175                   | Weimar, Stadt in Thüringen | 1949                | | Weimarer Straße                                                                 |
| Wildtulpenweg (Lage)                  | W502               | 0075                   | nach der Pflanze | 1996                | | Wildtulpenweg                                                                   |
| Wilhelm-Carstens-Weg (Lage)           | W272               | 0215                   | Wilhelm Anthony Carstens (1885–1958), Kaufmann und Stiftungsgründer | 1967                | | Wilhelm-Carstens-Weg                                                            |
| Wilhelmsburger Inselpark (Lage)       | W521               | 1675 x540 x300         | nach der Lage im Stadtteil | 2010                | Der Inselpark entstand als Nachnutzung im Anschluss an die Internationale Gartenschau 2013 | Wilhelmsburger Inselpark                                                        |
| Wilhelmsburger Reichsstraße (Lage)    | W280               | 5425                   | nach der Lage im Stadtteil | 1945                | Angelegt ab 1930, war zunächst der Name Friedrich-Ebert-Straße im Gespräch, bis man sich 1933 für Adolf-Hitler-Straße entschied; Teil der Bundesstraße 75                                                                                   | Wilhelmsburger Reichsstraße                                                     |
| Wilhelm-Strauß-Weg (Lage)             | W432               | 0645                   | Wilhelm Strauß (1896–1963), von 1952 bis 1961 Leiter des Wilhelmsburger Ortsamtes                                                                                             | 1969                | | Wilhelm-Strauß-Weg                                                              |
| Wilmansstraße (Lage)                  | W295               | 0210                   | Adolf Wilmans, von 1887 bis 1893 letzter ehrenamtlicher Gemeinde-Hauptvorsteher in Wilhelmsburg                                                                               | vor 1903            | | Wilmansstraße                                                                   |
| Witternstraße (Lage)                  | W339               | 0320                   | nach dem Wilhelmsburger Domänenrat und Gemeindevertreter Wittern (1861–1938)                                                                                                  | vor 1925            | | Witternstraße                                                                   |
| Wittestraße (Lage)                    | W341               | 0345                   | Rudolf Witte, Geheimrat im preußischen Eisenbahnministerium | 1903                | | Wittestraße                                                                     |
| Witts Weide (Lage)                    | W452               | 0600                   | nach einer Familie Witt, die hier Landwirtschaft betrieb | 1977                | | Witts Weide                                                                     |
| Wollkämmereistraße (Lage)             | W451               | 0285                   | nach der hier früher gelegen Wollkämmerei, 1889 als eine der ersten Fabriken Wilhelmsburgs erbaut                                                                             | 1977                | | Wollkämmereistraße                                                              |
| Wülfkenweg (Lage)                     | W402               | 0435                   | nach dem Familiennamen Wülfken, der in Wilhelmsburg sehr verbreitet ist | 1950                | vor 1950: Adebarstraße | Wülfkenweg                                                                      |
| Zeidlerstraße (Lage)                  | Z007               | 0900                   | Johannes Zeidler (1879–1945), ab 1917 letzter Bürgermeister in Wilhelmsburg                                                                                                   | 1933                | 1927–1933: Legienstraße | Zeidlerstraße                                                                   |
| Ziegelerstieg (Lage)                  | Z020               | 0155                   | in Anlehnung an die Ziegelerstraße | 1954                | | Ziegelerstieg                                                                   |
| Ziegelerstraße (Lage)                 | Z021               | 0350                   | nach einer früher hier gelegenen Ziegelei | 1927                | | Ziegelerstraße                                                                  |
| Ziegenbek (Lage)                      | Z                  | 0060                   | nach einer historischen Ortsbezeichnung für Georgswerder |                     | |                                                                                 |
| Zur Guten Hoffnung (Lage)             | Z055               | 0630                   | die Benennung erfolgte auf Wunsch der Anwohner in der so genannten „Hafenarbeitersiedlung“                                                                                    | 1937                | | Zur Guten Hoffnung                                                              |
| Zwischen den Süderelbbrücken (Lage)   | Z078               | 0250                   | nach der Lage zwischen den Brücken für den Autoverkehr im Westen und der östlich gelegenen Eisenbahnbrücke                                                                    | 1990                | | Zwischen den Süderelbbrücken                                                    |

## Sonstiges
Die im Straßenverzeichnis noch aufgeführten Straßen Am Containerbahnhof, Am Industriebahnhof, Köhlbrandstraße, Rethestieg und Vulkanstraße existieren nicht mehr, sind auch nicht mehr in der Grundkarte aufgeführt und vor Ort zu ermitteln. Die Straßen Am Containerbahnhof und Am Industriebahnhof sind nach einer Mitteilung der Behörde für Kultur und Medien vom 16. September 2019 mittlerweile offiziell gelöscht worden, ebenso am 31. Mai 2021 die Vulkanstraße.
Die Kornweidenbrücke wurde 2009 abgerissen, im Zuge der veränderten Führung der Wilhelmsburger Reichsstraße aber neu errichtet und im April 2020 für den Verkehr freigegeben.
Kais und Höfte sind häufig nicht öffentlich zugänglich, deshalb gibt es keine Fotos.